# Antoine-Nicolas Bailly
Antoine-Nicolas Bailly (París, 1810-París, 1892) fue un arquitecto francés.

## Biografía
Nacido en París el 6 de junio de 1810, era un hijo de un funcionario de la administración de correos. Ingresó en el estudio de Debret en 1828, luego en el de Félix Duban y, en 1830, en la Escuela de Bellas Artes, donde continuó su carrera como estudiante hasta 1834. En esa época, estuvo asignado a la administración municipal como subinspector de las obras de ampliación del ayuntamiento de París, bajo la dirección de Godde y Lesueur, y de las obras de construcción de la fuente Molière bajo la dirección de Visconti. Después, completó sus estudios con el tradicional viaje a Italia.
De regreso a París, se ganó, entre 1840 y 1860 una numerosa clientela. Proyectó numerosos inmuebles privados durante este período, entre los que se encontraron los hôtels del príncipe de Montmorency-Luxembourg y de Schneider, así como varias tumbas en París, el château de Lagoutte en Choisy-le-Roi y el de Cany. En 1860, cuando el barón Haussmann, prefecto del Sena, creó los arquitectos divisionarios (posteriormente inspectores generales, más adelante abolidos) del departamento de obras de París, Bailly renunció a su clientela privada para dedicarse exclusivamente a sus funciones de inspector general, y fue responsable, de 1860 a 1870, de las obras de restauración y ampliación del hôtel de ville, la instalación de las tribunas del hipódromo de Longchamp en el Bois de Boulogne (obra en colaboración con G. Davioud), y finalmente la construcción del Tribunal de Comercio. Fue, desde 1870, inspector general honorario y miembro del Consejo de Arquitectura de la villa de París, así como de la comisión administrativa de Bellas Artes, presidida por el prefecto del Sena y de la que fue nombrado vicepresidente en 1876.
Tras la creación, bajo la inspiración de Viollet-le-Duc, del servicio de arquitectos de obras diocesanas, Bailly fue responsable de las diócesis de Digne, Aix, Valence y Gap, y posteriormente, de las de Bourges, Limoges y, finalmente, de la de París, tras Viollet-le-Duc y Abadie. Fue responsable de la restauración de la catedral de Digne, cuya fachada rehízo, y de la construcción de la escalinata monumental que precede al pórtico de la catedral de Valence y la torre que lo coronaba, así como de importantes obras en la catedral de Bourges y de la restauración del palacio arzobispal de esta ciudad. Fue nombrado inspector general honorario de este servicio en 1887. Mientras tanto, como miembro de la comisión de monumentos históricos, restauró la casa de Jacques Coeur en Bourges y rehabilitó allí los juzgados de esta ciudad.

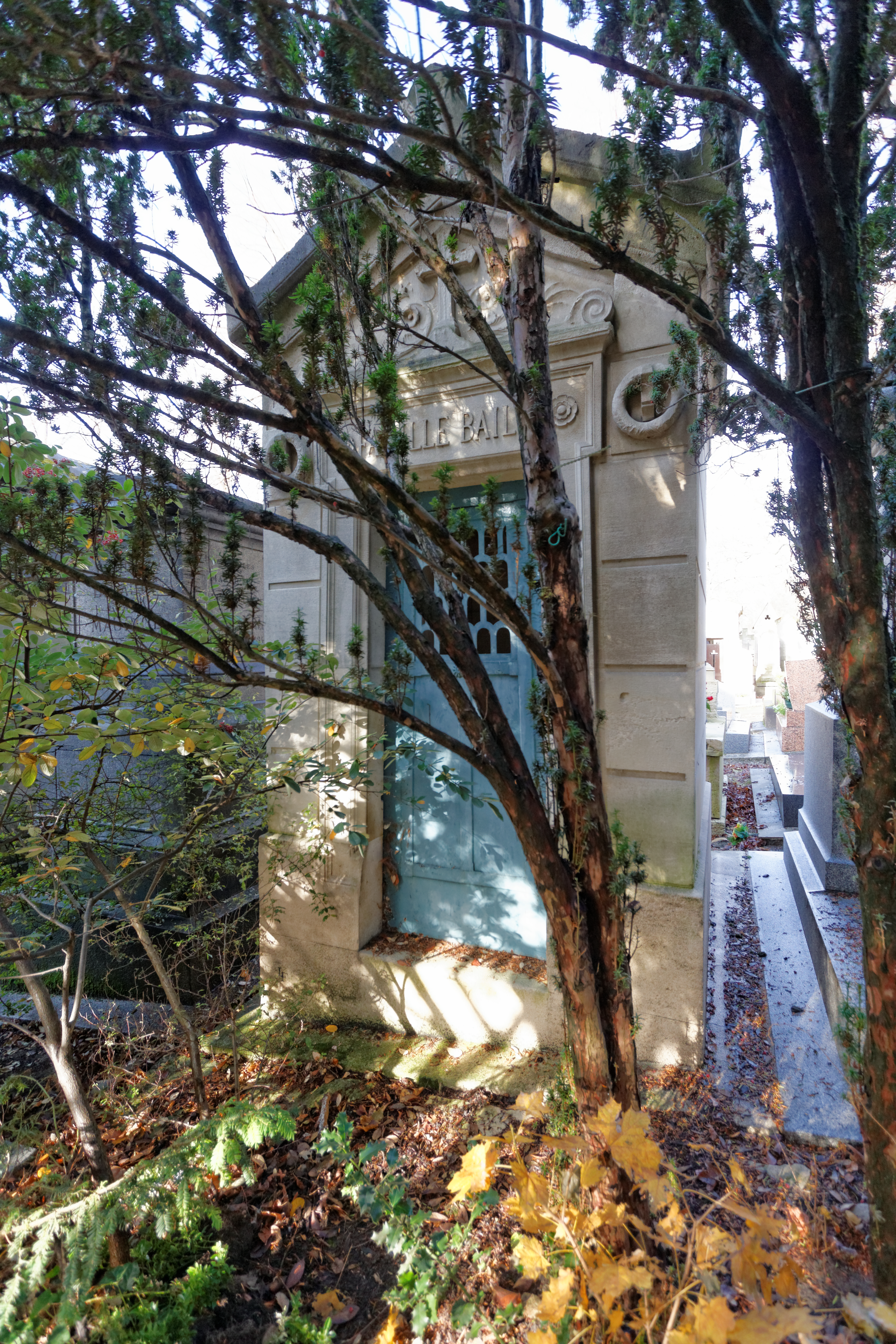
Tumba de Bailly en el cementerio del Père Lachaise

Bailly fue, desde la fundación de la Sociedad Central de Arquitectos, miembro del consejo, censor, vicepresidente, presidente de la comisión de arqueología, así como dos veces presidente de la sociedad, que en 1883 le otorgó su medalla de oro. También fue presidente del Fondo de Defensa Mutua de Arquitectos, así como fundador, en 1881, y director de la Sociedad de Artistas Franceses. Miembro honorario del Royal Institute of British Architects, del Royal Archaeological Institute de Gran Bretaña e Irlanda, de la Société Libre des Beaux-Arts y de varias academias y sociedades de bellas artes francesas y de otros países, Bailly formó también parte del Consejo Superior de Bellas Artes del Ministerio de Instrucción Pública y del Consejo Superior de la Escuela Nacional de Bellas Artes, así como fue vicepresidente y presidente de la clase 66 (ingeniería civil) en la Exposición Universal de París de 1878. Fue nombrado caballero de la Legión de Honor en 1853, oficial de la misma orden en 1858 y comendador de la Legión de Honor el 14 de julio de 1881. Miembro del Instituto de Francia (por la Academia de Bellas Artes), donde sucedió a Henri Labrouste el 18 de diciembre de 1875, también fue oficial de educación pública. Fue condecorado con la Corona de Hierro de Austria en 1873, como miembro del jurado de Bellas Artes en la Exposición Universal de Viena. Falleció el 1 de enero de 1892 en París.